# Rock Ternat

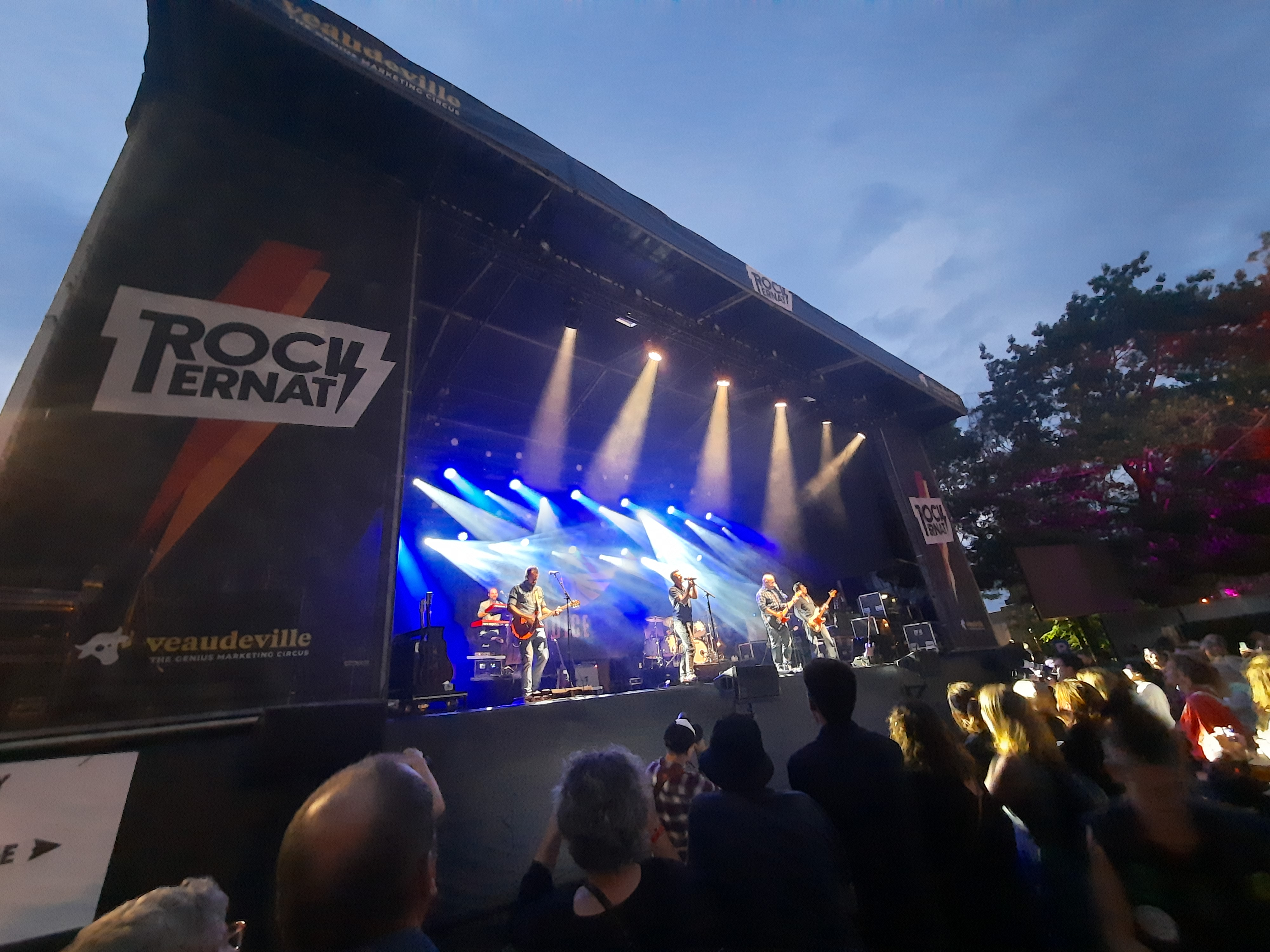
Rock Ternat editie 2023.

Rock Ternat is een Belgisch muziekfestival dat onder andere plaatsvond in Wambeek, een deelgemeente van Ternat. Het festival brengt een mix van pop, rock en dance. Rock Ternat was jarenlang het grootste najaarsfestival van de Benelux.

## Geschiedenis
Rock Ternat was de jaarlijkse traditionele afsluiter van het Belgische festivalseizoen in het begin van oktober. De eerste editie van het festival vond plaats in 1992. Er spelen voornamelijk Belgische bands. 
In 2013 kwam het festival in financiële problemen door de rijzende kosten en het tegenvallend bezoekersaantal. Op 29 april 2014 werd bekendgemaakt dat Rock Ternat zou ophouden te bestaan. 
Na 7 jaar stilte, liet het festival op 1 april 2021 weten opnieuw een editie te willen organiseren voor de zomer van 2021 en ging terug naar zijn roots, het sportcentrum van Ternat. Het festival was uitverkocht met 3500 bezoekers per dag.
Tijdens de editie van 2022 werd ingezet op een nog meer sfeervolle inkleding van het festivalterrein en verbeteringen van de inplanting. Deze keuze werd opnieuw bevestigd door de bezoekers.

## Optredens van de voorbije jaren

### 2023
25 en 26 augustus
- Mayorga
- Hairbaby
- K's Choice
- Black Box Revelation
- Eva De Roo

- Bat Eyes
- Meltheads
- S10
- DIRK.
- Blackwave
- Daan
- Goose
- Metropolitans (DJ-set)

### 2022
26 Augustus
- The Glorious Gentlemens's Club
- Flip Kowlier
- De Kreuners
- Gestapo Knallmuzik
- Sabrina's Feestje

27 Augustus
- Neva
- ILA
- Rhea
- High Hi
- The Clement Peerens Explosition
- Tourist Lemc
- Zornik
- Metropolitans

### 2021
27 Augustus
- Radio Topkaas
- Omdat Het Kan Soundsystem ft Average Rob
- Soulsister
- Discobar Galaxie

28 Augustus
- First Floor
- Ramkot
- High Hi
- DIRK.
- Brihang
- Black Box Revelation
- Arsenal
- Metropolitans

### 2013
11 oktober
- Halve Neuro
- Coely
- Arno
- Daan
- The Opposites

Buitenpodium
- Metropolitans
- Funky Amish Connection
- Fred Astèr
- Sound of the Basement

12 oktober
- De Fanfaar
- Psycho 44
- Dope D.O.D.
- C. J. Ramone
- Biohazard
- A Brand
- Axelle Red
- The Black Box Revelation
- TLP (aka Troubleman)

Buitenpodium
- Metropolitans
- DJ Coucouck
- DJ Touchez

### 2012
5 oktober
- AKS Live
- Zombie Nation
- The Subs
- Felix da Housecat
- Crookers

Buitenpodium
- Fred Astèr
- Gadeyne

6 oktober
- Gangthelabel
- Kraantje Pappie
- Freaky Age
- DE MENS
- Levellers
- The Black Box Revelation
- Tinie Tempah
- Goose
- Trash Radio ft. Ilse Liebens

Buitenpodium
- Metropolitans
- DJ Touchez
- DJ Coucouck

### 2011
7 oktober
- School is Cool
- De Jeugd van Tegenwoordig
- Shameboy
- Tocadisco
- Laserkraft 3D
- AKS Live

Buitenpodium
- Fred Aster
- Gadeyne

8 oktober
- Steak Number Eight
- The Opposites
- Gorki
- Puggy
- Intergalactic Lovers
- Das Pop
- Arsenal
- Stromae
- Merdan Taplak (DJ-set)

Buitenpodium
- Viktor Bordovski
- Metropolitans
- Dj Touchez
- Dj Couckouck

### 2010
8 oktober
- Natalia Kills
- School is Cool
- Flip Kowlier
- Fun Lovin' Criminals
- Kelis
- Mish Mash Soundsystem

9 oktober
- Team William
- The Opposites
- Freaky Age
- Just Jack
- Absynthe Minded
- Channel Zero
- Zornik
- Discobar Galaxie

### 2009
9 oktober
- Stijn
- DAAN
- Lamb
- Audio Bullys
- Goose dj's

10 oktober
- De Fanfaar
- Peter Bjorn and John
- Heideroosjes
- The Black Box Revelation
- Vive la Fête
- Zita Swoon
- Arsenal
- Discobar Galaxie

### 2008
10 oktober
- De Jeugd van Tegenwoordig
- A Brand
- Arsenal
- The Subs
- Etienne de Crécy

11 oktober
- Landfill
- Freaky Age
- Nada Surf
- Triggerfinger
- CPeX
- The Black Box Revelation
- Arno
- Hooverphonic
- Discobar Galaxie

### 2007
5 oktober
- Eurodance Soundsystem
- DAAN
- Front 242
- Vive la Fête
- Vitalic
- The Micronauts

6 oktober
- Lapaz
- Dear Leader
- The Van Jets
- De Mens
- Arid
- Admiral Freebee
- The Bloodhound Gang
- Discobar Galaxie

### 2006
29 september
- Stijn Van de Voorde vs. Otto-Jan Ham
- Goose
- Freestylers
- Audio Bullys
- Praga Khan
- Superdiscount 2
- Dr. Lektroluv

30 september
- Freaky Age
- Funeral Dress
- A Brand
- Das Pop
- Heideroosjes
- Gorki
- Arsenal
- Gabriel Ríos
- Shameboy
- Discobar Galaxie

### 2005
7 oktober
- Discobar Galaxie
- Nadiem Shah
- Junkie XL
- Daan
- Arsenal
- Zornik
- Felix da Housecat
- Dr. Lekroluv

8 oktober
- Izaera
- Dearly Deported
- Cowboys & Aliens
- Death Before Disco
- De Jeugd van Tegenwoordig
- Bettie Serveert
- Dark Tranquillity (vervangen door Angel Crew)
- Trivium
- Janez Detd.
- CKY
- Therapy?
- Arch Enemy
- The Dandy Warhols
- Dio
- Novastar
- Discobar Galaxie

### 2004
8 oktober
- DJ Gerrit Kerremans
- Grand National
- Mocky
- Ultrasonic 7
- Buscemi
- Arsenal
- Magnus
- Cassius (Philippe Zdar)
- Junior Jack

9 oktober
- Dearly Deported
- Satellite City
- Silverene
- God Forbid
- Skitsoy
- Heideroosjes
- Flip Kowlier
- Orishas
- Sparta
- Kane
- Zornik
- Dead Kennedys
- Kosheen
- Machine Head
- Fun Lovin' Criminals (vervangen door 2 Many DJs)
- Starski & Tonic

### 2003
10 oktober
- Was het nu 70/80/90? (Studio Brussel)

11 oktober
- 't Hof van Commerce
- Clawfinger
- De Mens
- Krezip
- Arno
- The Pretenders
- Guano Apes
- Vive la Fête
- Discobar Galaxie

Tweede podium
- Waxflower
- Scarrots
- Cornflames
- Funeral Dress

### 2002
11 oktober
- TMF Megadance / 70-80-90 party met Zebedeus

12 oktober
- Telstar
- The Sheila Divine
- .Calibre
- Millionaire
- Starflam
- Thé Lau
- Das Pop
- Within Temptation
- Rinôçérôse
- Praga Khan

Tweede podium
- Driftwood
- Zodiacs
- Munchkin
- Fonda
- Mondo Cane
- Cream & Spices

### 2001
12 oktober
- TMF Megadance / 70-80 party

13 oktober
- Yum
- Bastian
- Buscemi
- Lords of Acid
- Magnus
- Mauro
- The Sheila Divine
- The Sisters of Mercy
- Starflam
- Yakki Famirie

### 2000 (Memorial Gino van den Borre)
13 oktober
- Donna's Dansfolie

14 oktober
- Golden Green
- Betty Goes Green
- Metal Molly
- Liquido
- Janez Detd.
- Guano Apes
- Therapy?
- Gerrit Kerremans
- Yves Van Nunen

### 1999
8 oktober
- Donna's Dansfolie

9 oktober
- Grandma's Kitchen
- Neeka
- Golden Green
- Vandal X
- Gorki
- Janez Detd.
- Liquido
- Noordkaap
- La Muerte
- Dog Eat Dog

Techno Hall
- Trish&Kash
- Gearbox
- Steve Cop

Rock Hall
- Yves Van Nunen
- Fellatio Profunda

### 1998
9 oktober
- Donna's Dansfolie

10 oktober
- Leeb
- Heideroosjes
- De Bossen
- Noordkaap
- Betty Goes Green (vervangen door Janez Detd.)
- Anouk
- Front 242

Techno Hall
- Praga Khan
- Darren Price
- The Neon Judgement
- C.J. Bolland

Rock Hall
- Fellatio Profunda
- Radio Favoriet

### 1997
10 oktober
- Afrekeningsfuif (Studio Brussel)

11 oktober
- Neeka
- Hoodoo Club
- Betty Goes Green
- Axelle Red
- De Mens
- Channel Zero
- Lowpass

Techno Hall
- Marc Broom
- Luke Slater
- Trish

Rock Hall
- Kockie
- Fellatio Profunda

### 1996
11 oktober
- Afrekeningsfuif (Studio Brussel)

12 oktober
- Heideroosjes
- Osdorp Posse
- Mad Dog Loose
- Noordkaap
- Gorki
- De Mens
- Senser
- Steve Harley & Cockney Rebel
- Yadikon Fi

### 1995
13 oktober
- Afrekeningsfuif (Studio Brussel)

14 oktober
- Bullwinckle and Friends
- De Lama's (vervangen door The Prodigal Sons)
- Sweater
- K's Choice
- Red Zebra
- The Scabs
- The Scene
- BJ Scott
- DJ Kockie

### 1994
- Jarco Jarviss
- Belgian Asociality
- Noordkaap
- Hallo Venray
- The Scene
- Tröckener Kecks
- DJ Kockie

### 1993
- Bad Behavoir
- Ashbury Faith
- Aroma di Amore
- Hugo Matthijsen en de Bomen
- Noordkaap
- Lynx
- Fuif met Celebration-X (dj's: Rex Reflex & Prof Schneider + special guest 'Cocky')

### 1992
Organisatie van optreden Noordkaap op Sinksenkermis; Sterven op zee-festival (nog niet onder naam Rock Ternat)